# 革叶卫矛
革叶卫矛（学名：Euonymus leclerei）为卫矛科卫矛属的植物，是中国的特有植物。分布于中国大陆的湖北、湖南、四川、贵州等地，生长于海拔1,300米至2,900米的地区，多生长于山地林荫和沟边，目前尚未由人工引种栽培。